# Marek Małecki
Pour les articles homonymes, voir Małecki.
 (mars 2024).
La mise en forme du texte ne suit pas les recommandations de Wikipédia : il faut le « wikifier ».
Les points d'amélioration suivants sont les cas les plus fréquents. Le détail des points à revoir est peut-être précisé sur la page de discussion.
- Les titres sont pré-formatés par le logiciel. Ils ne sont ni en capitales, ni en gras.
- Le texte ne doit pas être écrit en capitales (les noms de famille non plus), ni en gras, ni en italique, ni en « petit »…
- Le gras n'est utilisé que pour surligner le titre de l'article dans l'introduction, une seule fois.
- L'italique est rarement utilisé : mots en langue étrangère, titres d'œuvres, noms de bateaux, etc.
- Les citations ne sont pas en italique mais en corps de texte normal. Elles sont entourées par des guillemets français : « et ».
- Les listes à puces sont à éviter, des paragraphes rédigés étant largement préférés. Les tableaux sont à réserver à la présentation de données structurées (résultats, etc.).
- Les appels de note de bas de page (petits chiffres en exposant, introduits par l'outil «  Source ») sont à placer entre la fin de phrase et le point final[comme ça].
- Les liens internes (vers d'autres articles de Wikipédia) sont à choisir avec parcimonie. Créez des liens vers des articles approfondissant le sujet. Les termes génériques sans rapport avec le sujet sont à éviter, ainsi que les répétitions de liens vers un même terme.
- Les liens externes sont à placer uniquement dans une section « Liens externes », à la fin de l'article. Ces liens sont à choisir avec parcimonie suivant les règles définies. Si un lien sert de source à l'article, son insertion dans le texte est à faire par les notes de bas de page.
- La présentation des références doit suivre les conventions bibliographiques. Il est recommandé d'utiliser les modèles {{Ouvrage}}, {{Chapitre}}, {{Article}}, {{Lien web}} et/ou {{Bibliographie}}. Le mode d'édition visuel peut mettre en forme automatiquement les références.
- Insérer une infobox (cadre d'informations à droite) n'est pas obligatoire pour parachever la mise en page.

Pour une aide détaillée, merci de consulter Aide:Wikification.
Si vous pensez que ces points ont été résolus, vous pouvez retirer ce bandeau et améliorer la mise en forme d'un autre article.
Marek Małecki (né à Varsovie) - est un avocat polonais, militant social, arbitre et juriste dans le domaine du sport, mécène artistique, activiste dans le domaine sportif, philanthrope, juge au Conseil d'État.
Il est le fondateur et le premier président de la Commission d'éthique de la publicité (jusqu'en 2008), un conseiller de longue date du Conseil polonais des affaires et de la Confédération Lewiatan. Depuis 2011, il est président du Tribunal sportif de la PZMot. Depuis 2014, il est juge international et depuis 2018, membre de la Commission d'éthique de la Fédération internationale de motocyclisme (FIM) située à Genève. Depuis 2017, il est juge international au Tribunal de la Fédération Internationale de l'Automobile (FIA), située à Paris. Depuis 2021, il est président du Tribunal des règlements de la Formule 1 de la Fédération Automobile Internationale (CCAP F1 FIA).
Au cours de sa carrière, il a été avocat dans de nombreux procès civils et pénaux délicats et bien souvent médiatisés, qui ont fait la une des journaux en Pologne et dans le monde entier, tels que l'affaire Rywin. Il a assuré la défense dans une célèbre affaire d'écoutes illégales, concernant la lustration de l'archevêque Stanisław Wielgus, ainsi que celle des auteurs de l'État de Siège, la défense du général Czempiński, celle du vice-chef du Bureau central d'investigation de la police et du chef du bureau antiterroriste dans l'affaire dite "action de Magdalenka".
Le 21 novembre 2023, il est élu juge au Conseil d'État.
Il est l'un des héros du livre de Dorota Kowalska "Les avocats. Leurs plus importantes affaires".

## Biographie

### Éducation et carrière juridique
Il est né à Varsovie, où il a terminé école primaire et lycée. Il est le fils d'Elżbieta et  de Rafał Malecki. En 1996, il obtient son diplôme en droit à la Faculté de droit et d'administration de l'Université de Varsovie. Il a été président du BDE de la Faculté de droit et d'administration, membre étudiant du Conseil de la Faculté et du Sénat de l'Université, membre du parlement étudiant, du NSZ (Association des étudiants de Varsovie) et l'un des leaders des Jeunes Libéraux. Après ses études, il a suivi un stage d'avocat et a réussi l'examen au Barreau en 2000. Il a commencé sa carrière en 1992 à Varsovie, dans un cabinet juridique américain. Il a suivi des formations professionnelles en France, en Autriche, au Royaume-Uni, en Suisse, en Allemagne et aux États-Unis. Il a été chef du département juridique de Rabobank Polska S.A.
Il s’occupe principalement des affaires relevant du droit civil, commercial et pénal.

### Sa pratique
Depuis 2001, il exerce activement la profession d'avocat. Il a participé à maints projets et négociations d’affaires, aux plus intéressants procès de la première décennie du XXIe siècle. Il a contribué en tant que conseiller juridique à la création des principales lignes énergétiques, des connexions énergétiques transfrontalières et des lignes ferroviaires en Pologne.
Il est le fondateur du cabinet d'avocats et de conseillers juridiques " Marek Małecki" basé à Varsovie.
Sa première affaire a été celle du célèbre meurtre de l'étudiant Wojtek Król à Varsovie (l'un des procès les plus médiatisés de l’histoire juridique polonaise), pour lequel il était l'avocat de Mariusz S. (acquitté de manière définitive), accusé de vol qualifié et du meurtre d'un étudiant.
Il a été co-conseiller, avec maître Czesław Jaworski, de Małgorzata Niezabitowska, porte-parole du gouvernement de Tadeusz Mazowiecki, dans le cadre de la procédure de lustration.
Il a préparé la défense des généraux Wojciech Jaruzelski, Florian Siwicki et Tadeusz Tuczapski contre des accusations de mise en place illégale de l'État de Siège en 1981 (aucun des généraux n'a survécu jusqu'à la fin du procès). Il a défendu le général Florian Siwicki.
Il a assuré la défense de Lew Rywin, impliqué dans l'un des plus grands scandales de corruption non élucidé de la Troisième République de Pologne.
Il a été le conseiller juridique du ministre des Sports du gouvernement de droite de Tomasz Lipiec, accusé de corruption.
En tant qu'avocat, il a représenté Marek Falenta, responsable de l'enregistrement illégal de conversations politiques, ce qui a déclenché le Scandale des Écoutes en 2014.
Il a défendu le leader du PSL, Jan Bury, vice-ministre des Sports, membre du Conseil supérieur de la magistrature, arrêté par des agents du CBA pour des accusations de crimes de corruption dans l'affaire dite "afera podkarpacka". Il a représenté le vice-président d'Orlen, Marek Serafin, arrêté par l'ABW en 2011, pour soupçon de corruption ( procès qui s’est soldé par un non-lieu et l’obtention de dommages etintérêts pour le client).
Il a représenté des hommes politiques renommés de différentes tendances politiques, des ministres et des premiers ministres des gouvernements de Tadeusz Mazowiecki, Waldemar Pawlak, Leszek Miller, Marek Belka, Donald Tusk, Jarosław Kaczyński, Beata Szydło et Mateusz Morawiecki.
Il a défendu un homme politique renommé de la droite polonaise responsable de la privatisation de grandes entreprises publiques, procédure au cours de laquelle de nombreuses violations légales ont été soupçonnées (l’affaire s’est soldée par l’acquittement du client).
Il a défendu dans son procès de lustration l'archevêque Stanisław Wielgus (clôture de la procédure).
Dans un procès pour violation de la vie privée contre un éditeur de tabloïd, il a obtenu l'une des indemnités les plus élevées jamais accordées dans l'histoire de la justice polonaise pour ses clients (en 2020).
Il a également défendu, entre autres, le commandant d'une unité anti-terroriste du KGP, Jakub Jałoszyński, accusé de négligence dans la planification et la mise en œuvre de l'opération d'arrestation de deux criminels en mars 2003 dans la ville de Magdalenka près de Varsovie, au cours de laquelle deux officiers de police ont été tués et seize policiers ont été blessés (la Cour d'appel a confirmé le jugement d'acquittement).
En tant qu'avocat, il a également représenté Jan Wejchert et Mariusz Walter dans une affaire civile contre le ministre de la Défense nationale pour divulgation d’un rapport sur la liquidation du WSI (le tribunal a jugé que les droits individuels de J. Wejchert et M. Walter avaient été violés).
Il a défendu dans des procès pénaux, entre autres, l'architecte de renommée internationale Karol Marcinkowski (qui a été acquitté).
Il représente actuellement Marian Banaś, président de la Cour des comptes, soupçonné d'avoir fait de fausses déclarations de patrimoine, dissimulé l'état réel de son patrimoine et des sources de revenus non documentées.

## Activités extrajudiciaires
Il est un mécène dans le domaine de l'Art et un philanthrope dont le principal objectif est de protéger le patrimoine culturel polonais. Il soutient la culture et l'art en effectuant des achats réguliers d'œuvres pour les musées nationaux et le Château Royal de Varsovie. Il a contribué à l'enrichissement des collections de peintures, d'argenterie, de pendules et de verres du XVIIIe siècle, qui sont exposées au Château Royal de Varsovie, aux Musées nationaux de Varsovie, Cracovie, Gdańsk, Poznań, ainsi que dans des musées régionaux à Toruń et Kazimierz nad Wisłą. Le Château Royal de Varsovie doit également à ce mécène une précieuse collection d'armes de Hussards, dont des carabines, des pistolets ainsi que des animaux empaillés, qui complètent l'arsenal présenté dans ce château. Il fournit également une assistance juridique et financière à des musiciens, compositeurs et ONG promouvant le développement de la Culture et de l'Art.
Il s'engage souvent dans des affaires judiciaires pour lesquelles il représente pro bono des accusés qui n’ont pas les moyens financiers d’assurer leur défense.

## Vie personnelle
Son épouse est Małgorzata Niedżwiecka-Małecka, diplômée de la Faculté de droit et d'administration de l'Université de Varsovie, diplômée de la Faculté de psychologie de l'Université SWPS).
Il est le père de deux filles, Marta et Maria Małecka.